# Viedma (miasto)
Viedma – miasto w Argentynie, które w roku 2001 zamieszkiwało 47 246 osób. Miasto usytuowane jest na południowym brzegu rzeki Río Negro, 30 kilometrów od morza i 960 km od Buenos Aires. Jest to najstarsza osada w Patagonii założona przez Francisco de Viedma y Narváez pod nazwą Nuestra Señora del Carmen 22 kwietnia 1779 roku.
Podczas prezydentury Raúl Alfonsín forsował pomysł przeniesienia stolicy Argentyny z Buenos Aires do Viedmy, aczkolwiek pomysł upadł z powodu oporu peronistów.
Lotnisko Gobernador Castello zapewnia połączenia z Buenos Aires, Neuquén, Bariloche, Puerto Madryn, Trelew, Comodoro Rivadavia, Mar del Plata i wieloma innymi.
W mieście rozwinął się przemysł spożywczy oraz skórzany.